# Lluís d’Averçó
Lluís d’Averçó (in älterer Form Luys d’Averçó; * Mitte 14. Jahrhundert; † 1415 in Barcelona) war ein katalanischer Schriftsteller, Reeder und Rechtsanwalt.

## Leben und Werk
Lluís d’Averçó wurde Mitte des 14. Jahrhunderts in Barcelona in eine Familie von Reedern hineingeboren. Er führte das Familienunternehmen weiter und profitierte sein Leben lang finanziell davon. Lluís d’Averçó war juristisch gut ausgebildet; er beteiligte sich infolgedessen sein ganzes Leben lang an der Stadtverwaltung von Barcelona. Er fungierte 1395 und erneut 1403 als Ratsmitglied der Stadt. Während des Interregnums von 1410 bis 1412 (nach dem Tod König Martin I. von Aragon) wurde er vom katalanischen Parlament mit der Schlichtung von Streitigkeiten unter den Bürgern von Lleida beauftragt. Später vertrat er Barcelona auf einer diplomatischen Mission in Mallorca. Seine vielfältigen Interessen in wirtschaftlicher, literarischer, militärischer und politischer Hinsicht brachten ihm die Gunst der Monarchen Joan I. von Aragon (1350–1396) und des bereits genannten Martin I. (1356–1410) ein.
Von Lluís d’Averçó selbst sind keine Dichtungen erhalten, obwohl sein Ruf als Dichter in Zeitdokumenten auftaucht. Lluís d’Averçó und Jaume Marc überredeten Joan I., den Dichterwettbewerb Jocs Florals in Barcelona zu etablieren und dort ein Consistori de la Gaya Sciènça („Konsistorium der fröhlichen Wissenschaft“) zu gründen. Im Februar 1393 ernannte Joan I. Lluís d’Averçó und Jaume Marc zu den ersten Richtern des Dichter-Konsistoriums von Barcelona. Im August 1399 wurden diese Positionen von Martin I. bestätigt.
Lluís d’Averçós Reputation als Dichter und Poet wurde weiter durch sein Werk Torsimany (auch Torcimany) gestützt, das eine Fülle von Informationen zum Verfassen von Gedichten in katalanischer Sprache umfasst. Das Werk wurde vermutlich im letzten Drittel des 14. Jahrhunderts geschrieben. Es hatte wohl keine große Verbreitung. Es ist aber für das Verständnis der Hofdichtung von Ausias Marc hochgradig nützlich. Das Werk gliedert sich in drei Teile. Der erste Teil behandelt Grundkonzepte der Grammatik. Der zweite Teil über „Komposition“ stellt die Gattungen der Dichtung dar. Der dritte Teil behandelt schwierigere Aspekte der Grammatik und Rhetorik wie z. B. das Thema der Rhythmik.
Torsimany unterscheidet sich nicht grundsätzlich von dem Kompendium von Joan de Castellnou oder von den Flors del gay saber von Guilhem Molinier. Einzigartig ist jedoch das dem Werk von Lluís d’Averçó angefügte Reimwörterbuch. Lluís d’Averçó hatte hierfür scheinbar keine Vorlagen und hat das Wörterbuch aus dem Gedächtnis heraus zusammengestellt. Lluís d’Averçó erweiterte die Reimeinträge um Kastilianismen und Aragonismen, um seine Reimmöglichkeiten zu erweitern.